# دادسرا

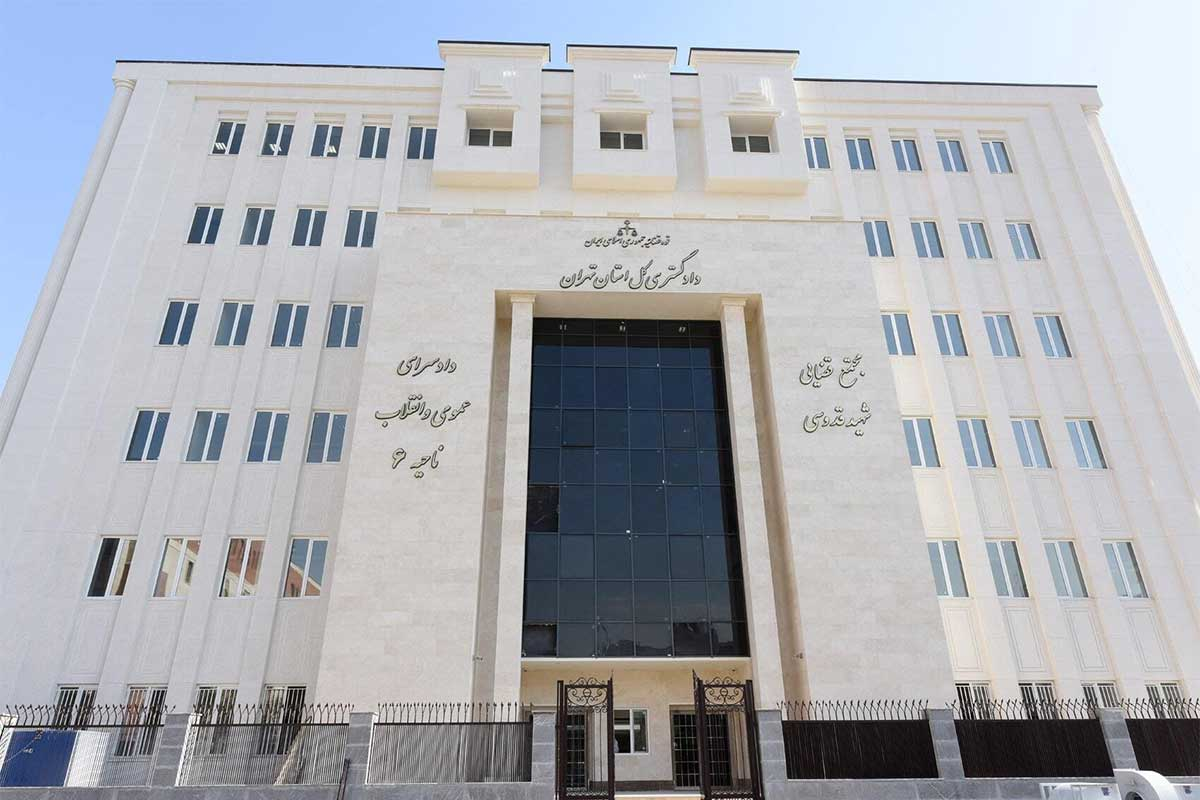
دادسرای ناحیه ۶ قدوسی تهران

دادسرا نهادی در دادگستری است که در حوزه قضائی هر شهرستان در همراهی دادگاه‌ انجام وظیفه می‌کند و عهده‌دار کشف جرم، تعقیب متهم، اقامه دعوی و اعلام جرم از جنبه حق‌اللهی و حفظ حقوق عمومی و حدود اسلامی، اجرای حکم و نیز رسیدگی به امور حسبی بر اساس مقررات قانونی است که به ریاست دادستان اداره و به تعداد لازم دارای معاون، دادیار، بازپرس و تشکیلات اداری می‌باشد و در جرائمی که جنبه خصوصی دارد دادسرا با شکایت شاکی خصوصی شروع به تعقیب و تحقیق می‌کند.
در حوزه قضایی بخش (دادگاه بخش) وظیفه دادستان را رئیس یا دادرس دادگاه بخش بر عهده دارد.

## ریشه نام
این نهاد در قانون اصول تشکیلات عدلیه و محاکم شرعیه و حکم صلحیه تحت نام «پارکه» (از واژه parquet در زبان فرانسوی) آمده بود که در سال ۱۳۱۸ بر اساس قانون فرهنگستان به دادسرا تغییر نام داد.

## اجزاء دادسرا
در نظام قضایی کنونی جمهوری اسلامی ایران برای قضات دادسراها عناوین و مشاغل قضایی زیر پیش‌بینی شده‌است:
- دادستان: دادستان یا مدعی‌العموم یا مقام تعقیب، مقام قضایی است که برای حفظ حقوق عامه و نظارت بر حسن اجرای قوانین و تعقیب کیفری مجرمین و بزهکاران مطابق قوانین جاریه انجام وظیفه می‌کند و ریاست دادسرا را نیز عهده‌دار است.

وظایف دادستان:
بر اساس قوانین و مقررات حاکم دادستان در حوزة قضائی مربوط دارای وظایف و تکالیف مانند موارد زیر است:
- کشف جرم و شروع به تعقیب کیفری بزهکاران و مجرمین
- اعلام جرم در مواردی که جنبه حق‌اللهی و عمومی دارد
- نظارت بر انجام تحقیقات مقدماتی و دادن تعلیمات لازم به بازپرس
- موافقت یا عدم موافقت با قرارهای صادره از ناحیه دادیار یا بازپرس
- ضبط وثیقه و اخذ وجه التزام و وصول وجه الکفاله
- اجرای احکام کیفری و جزائی
- پیشنهاد آزادی مشروط
- لغو تعلیق اجرای حکم
- ریاست و نظارت بر ضابطین دادگستری از حیث وظایفی که به عنوان ضابط بر عهده دارند.[۲]
- معاون دادستان: معاون دادستان مقام قضایی است که تحت نظارت دادستان قسمتی از وظایف دادسرا را انجام داده و در غیاب دادستان به جانشینی او عمل می‌کند.
- بازپرس: بازپرس یا مستنطق یا مقام تحقیق، مقام قضایی مستقلی است که تحقیقات مقدماتی جرائم مهم و جمع‌آوری دلایل له و علیه متهم بر عهده اوست و تحت نظارت دادستان وظایف قانونی خود را انجام می‌دهد .بازپرس تنها مقام قضایی دادسراست که حق دارد با دادستان اختلاف نظر کند .
- دادیار: دادیار، مقام قضایی است که در مواقعی که در حوزه قضایی به تعداد کافی بازپرس حضور نداشته باشد، تحت شرایطی،از طرف دادستان ، برخی از وظایف بازپرس در جرایم کم اهمیت را انجام می‌دهد و گاهی هم عهده دار برخی از وظایف دادستان می شود .

دادیار و بازپرس پس از ارجاع پرونده از سوی دادستان یا معاون او (معاون ارجاع) تحقیقات مقدماتی را انجام می‌دهند و دلایل را جمع‌آوری می‌کنند و در نهایت یکی از قرارهای نهائی (قرار موقوفی تعقیب، قرار منع تعقیب، قرار جلب به دادرسی) را صادر می‌کنند. این قرارها برای اظهارنظر (موافقت یا عدم موافقت) به دادستان یا معاون او یا یک دادیار با سابق (دادیار اظهارنظر) ارسال می‌شود. اگر از نظر دادستان  قرارهای صادره صحیحاً و مطابق مقررات صادر شده باشد، موافقت خود را اعلام و چنانچه از نظر ایشان قرارهای صادره برخلاف مقررات صادر شده باشد، مخالفت خود را اعلام می‌کنند. در صورت مخالفت دادستان با قرار صادره و اصرار بازپرس به نظر سابق خود (مثلاً یکی عقیده به جلب به دادرسی و دیگری عقیده به منع تعقیب داشته باشد) پرونده برای حل اختلاف به دادگاه صالح به رسیدگی به اصل اتهام ارجاع می‌شود و دادگاه صالح ، به اختلاف رسیدگی و حل اختلاف می‌کند. تصمیم دادگاه در این خصوص قطعی است . شایان ذکر است که دادیار ، حق اختلاف نظر با دادستان را ندارد و باید از نظر دادستان تبعیت کند .